# Enicodes fichtelii
Enicodes fichtelii là một loài bọ cánh cứng trong họ Cerambycidae.